# Lake-Tanker
Unter Lake-Tankern, auch Lago Tankern, Maracaibo Tankern oder der Moskitoflotte, versteht man die Flotte kleiner, zwischen den 1920er- und 1950er-Jahren eingesetzter, speziell für den Zubringerdienst auf dem Maracaibo-See konstruierter Öltanker.

## Einzelheiten
1917 wurden in Venezuela am Ostende des Maracaibo-Sees Ölvorkommen entdeckt. Das geförderte Öl transportierte man ab 1923 mit kleinen, besonders flachgehenden Öltankern zum Auftoppen größerer Tanker außerhalb des Sees oder zur Weiterverarbeitung zu den Standard-Oil- und Royal-Dutch-Shell-Raffinerien in Aruba (Lago Oil & Transport Co. und Eagle) und Curaçao (Shell). Der Grund für dieses Verfahren lag in den wandernden Sandbarren in der Meerenge des Canal de San Carlos, der den Maracaibo-See mit dem Golf von Venezuela und der Karibik verbindet. Anfangs wurden mit Baggerungen Wassertiefen von rund vier Metern erreicht, in den Jahren zwischen den beiden Weltkriegen vertiefte man die Fahrrinne auf etwa 5,7 Meter. In den späten 1940er-Jahren zeichnete sich ein Ende der Moskitoflotte ab, als man mit dem Bau von Ölpipelines zum Tiefwasserhafen der Paraguaná-Halbinsel und dem weiteren Vertiefen der Fahrrinne begann. Die letzten Lake-Tanker wurden 1953 außer Dienst gestellt und verkauft oder abgebrochen.
Die Lake-Tanker waren in der Grundkonstruktion weitestgehend ähnlich, wie zeitgenössische Öltanker für den Seebetrieb, sie besaßen aber einen kleineren Tiefgang und eine im Verhältnis größere Breite bei einer Tragfähigkeit von maximal 5500 bis knapp 6000 Tonnen. Ein Teil der eingesetzten Schiffe, insbesondere die der frühen Jahre vor den ersten Ausbaggerungen des Kanals, waren aber auch erheblich kleiner. Die ersten Lake-Tanker wurden 1923 in Großbritannien für die dort tätige Reederei Andrew Weir Shipping gebaut, später (insbesondere in den beiden folgenden Weltkriegen) verwendete man zahlreiche Einheiten verschiedener Werften, darunter viele von Harland and Wolff.